# Still Alive and Well
Albums de Johnny Winter
Live Johnny Winter And
(1971) Saints and Sinners
(1974)
Singles
1. Siver Train
Sortie : juillet 1973
2. Can You Feel It
Sortie : Septembre 1973

Still Alive and well, paru en mars 1973 sur Columbia Records, est le cinquième album studio de Johnny Winter.

## L'album
Premier album studio de Johnny Winter depuis trois ans et de sérieux problèmes de santé liés à l'abus de drogue (overdose d'héroïne, cure de désintoxication). D'où le titre de l'album (que l'on peut traduire par « Toujours bien vivant »). Rick Derringer et Randy Jo Hobbs, anciens complices du groupe sont toujours présents : l'un produit et accompagne sur quelques chansons, l'autre joue de la basse.
La plupart des chansons sont soit des reprises, soit des titres composés pour Johnny Winter.
La réédition de 1994 par Sony compte deux chansons supplémentaires.
Cet album se classa à la 22e place du Billboard 200 aux États-Unis.

## Musiciens
- Johnny Winter : voix, guitare, guitare slide, mandoline.
- Randy Jo Hobbs : basse.
- Richard Hughes : batterie.

## Invités spéciaux
- Rick Derringer : guitare Silver Train, Ain't Nothing to Me et Cheap Tequila
- Todd Rundgren : Mellotron sur Cheap Tequila
- Jeremy Steig : flûte sur Too Much Seconal
- Mark Klingman : piano sur Silver Train

## Les titres de l'album
| No  | Titre               | Auteur                          | Durée |
| --- | ------------------- | ------------------------------- | ----- |
| 1.  | Rock Me Baby        | Big Bill Broonzy, Arthur Crudup | 3:49  |
| 2.  | Can't You Feel It   | Dan Hartman                     | 3:01  |
| 3.  | Cheap Tequila       | Rick Derringer                  | 4:05  |
| 4.  | All Tore Down       | Joe Crane                       | 4:30  |
| 5.  | Rock & Roll         | Johnny Winter                   | 4:43  |
| 6.  | Silver Train        | Mick Jagger, Keith Richards     | 3:35  |
| 7.  | Ain't Nothing to Me | €. Dunbar                       | 3:06  |
| 8.  | Still Alive & Well  | R. Derringer                    | 3:43  |
| 9.  | Too Much Seconal    | J. Winter                       | 4:22  |
| 10. | Let It Bleed        | Jagger, Richards                | 4:10  |

| 11. | Lucille          | Richard Penniman | 2:45 |
| 12. | From a Buick Six | Bob Dylan        | 2:38 |

## Informations sur le contenu de l'album
- Rick Derringer accompagne à la guitare sur Silver Train, Ain't Nothing to Me et Cheap Tequila.
- Todd Rundgren joue du mellotron sur Cheap Tequila.
- Jeremy Steig joue de la flûte sur Too Much Seconal.
- Mark "Moogy" Klingman joue du piano sur Silver Train.
- Can't You Feel It est sorti également en single.
- Rock Me Baby est une reprise de B.B. King (single de 1964).
- Can't You Feel It a été composé par Dan Hartman pour Johnny Winter.
- Cheap Tequila et Still Alive & Well ont été composés par Rick Derringer pour Johnny Winter.
- All Tore Down est une reprise des Hoodoo Rhythm Devils (1972).
- Silver Train a été composé par Mick Jagger et Keith Richards, Johnny Winter a entendu et apprécié la chanson au point de l'enregistrer. Les Rolling Stones ont retravaillé le titre qui sera inclus sur leur album Goat's Head Soup sorti plus tard la même année. (31 août 1973)[5].
- Let It Bleed est une reprise des Rolling Stones (album Let It Bleed de 1969).
- Lucille est une reprise de Little Richard (single de 1957).
- From a Buick Six est une reprise de Bob Dylan (album Highway 61 Revisited de 1965).

## Classement
Charts album
| Pays                       | Durée du classement | Meilleur classement | Date        |
| -------------------------- | ------------------- | ------------------- | ----------- |
| États-Unis (Billboard 200) | 24 semaines         | 22e                 | 9 juin 1973 |